# Centrum-højre
 Der er for få eller ingen kildehenvisninger i denne artikel, hvilket er et problem. Du kan hjælpe ved at angive troværdige kilder til de påstande, som fremføres i artiklen.

Centrum-højre er en betegnelse for politiske synspunkter hos individer, politiske partier og organisationer, der går fra centrum mod højre i det politiske spektrum, dog med undtagelse af det ekstreme højre. Centrum-højre kan også beskrive en koalition af midterpartier og højreorienterede partier. 
Det politiske indhold i betegnelsen centrum-højre varierer meget fra land til land. Men centrum-højre-partier støtter generelt det liberale demokrati, kapitalisme, markedsøkonomi, privat ejendomsret og eksistensen af velfærdsstaten i en eller anden form. Centrum-højre er generelt i opposition til socialisme, ekstrem sekularisme og brugen af vold som politisk våben. Partier, der bekender sig til socialliberalismen forbindes oftest med centrum-venstre. Centrum-højre-partier baserer sig ofte på tradition og værdier. Ideologisk omfatter centrum-højre således liberalisme, konservatisme, kristendemokrati, socialkonservatisme, liberalkonservatisme og til dels socialliberalisme.
Undertiden omfatter centrum-højre også populistiske højrepartier som Frihedspartiet i Østrig, Dansk Folkeparti og Lov og Retfærdighed i Polen. 
I en dansk kontekst vil centrum-højre normalt referere til partierne Venstre og Konservative.

## Eksempler på centrum-højre-partier
- Australien:
  - Country Liberal Party
  - Liberal Party of Australia
- Danmark: 
  - Konservative
  - Liberal Alliance
  - Venstre
- Europa-Parlamentet:
  - European People's Party
- Færøerne
  - Fólkaflokkurin
  - Framsókn
  - Sambandsflokkurin
- Finland:
  - Samlingspartiet
- Frankrig:
  - Les Républicains
- Grønland:
  - Atassut
  - Demokraatit
- Irland:
  - Fianna Fáil
  - Fine Gael
- Island:
  - Sjálfstæðisflokkurinn
- Italien:
  - Forza Italia
- Kosovo:
  - LDK
  - PDK
- Nederlandene:
  - Volkspartij voor Vrijheid en Democratie
- New Zealand:
  - New Zealand National Party
- Nordirland:
  - Ulster Unionist Party
- Norge:
  - Høyre
- Polen:
  - Borgerplatformen
  - Polens Folkeparti
- Sverige:
  - Koalitionen Alliance for Sverige bestående af:
    - Moderaterna
    - Folkpartiet
    - Centerpartiet
    - Kristdemokraterna
- Storbritannien:
  - Conservatives
- Tyskland:
  - CDU
  - CSU
- Østrig:
  - Österreichische Volkspartei